# Rio Posada
Il Rio Torpé è un fiume della Sardegna settentrionale.
Nasce a 1.077 m s.l.m. alle pendici della punta di Senalonga, nel territorio comunale di Alà dei Sardi,  in prossimità del confine tra la provincia di Nuoro e quella della Gallura Nord-Est Sardegna. Dopo un tumultuoso corso di circa 50 chilometri, sfocia nel mar Tirreno, nelle vicinanze dell'omonimo paese.

## Gli affluenti
I maggiori affluenti sono il rio Altana (le cui sorgenti si trovano in prossimità di quelle del Tirso), il rio Mannu e il rio Sas Praneddas; questi ultimi nascono entrambi in agro di Bitti il primo dalla sommità di Punta Su Pessiche ed il secondo quasi dalla sommità di Punta sa Donna, (entrambe nelle vicinanze della Centrale della Colonia Penale di Mamone).

## La foce
Ricca di meandri, la foce del fiume, insieme ad una serie di stagni litoranei, forma un areale di particolare interesse, sia per la sua variegata vegetazione palustre che per l'avifauna che la popola, con numerose specie come la folaga, il moriglione, il pollo sultano, il germano reale, la gallinella d'acqua, l'alzavola, il falco di palude, la moretta tabaccata, il fenicottero rosa, la volpoca, la garzetta, la nitticora, il gruccione, gli aironi bianco, cenerino, guardabuoi, rosso, l'astore, la testuggine palustre, la donnola, e poi ancora piovanelli e fratini.. Un piccolo ramo del fiume va inoltre a sfociare nello Stagno Longu, anch'esso punto di riferimento per l'avifauna locale.

## La diga di Maccheronis
Nel territorio del comune di Torpè, il rio è sbarrato dalla diga di Maccheronis formando un bacino artificiale che si estende per circa tre chilometri in lunghezza e uno in larghezza, denominato lago di Posada o di Torpè.

## Il parco regionale
Una vasta parte di territorio compreso nel suo bacino, su un'estensione di circa 6.500 ettari, rientranti nei comuni di Posada, Bitti, Lodè e Torpé, insieme ai monti Tepilora, alle propaggini montuose di Sant'Anna e alle pendici del monte Albo, formano il Parco naturale regionale di Tepilora, Sant'Anna e Rio Posada.